# Jim Reeves/Diskografie
Diese Diskografie ist eine Übersicht über die Single- und Alben-Produktion des US-amerikanischen Countrysängers Jim Reeves. Den Schallplattenauszeichnungen zufolge hat er bisher mehr als 4,8 Millionen Tonträger verkauft, davon alleine in seiner Heimat über drei Millionen. Seine erfolgreichste Veröffentlichung ist das Album The Best of Jim Reeves mit über 560.000 verkauften Einheiten.

## Übersicht
Während seiner 16-jährigen Schallplattenkarriere zwischen 1949 und 1964 wurden von Reeves in den USA über 40 Singles und sieben Alben veröffentlicht. Nach seinem frühen Tod 1964 brachte Reeves’ Schallplattenfirma RCA Victor postum aus dem Fundus früherer Produktionen bis 1983 weitere etwa 30 Singles und 30 Alben auf den Markt.

## US-Diskografie

### Singles
| A/B-Seite                                                           | Katalog-Nr.         | Veröffentlichung | Anmerkungen         |
|                                                                     | Macy’s              |                  |                     |
| My Heart’s Like a Welcome Mat / Teardrops of Regret                 | 115                 | 1949             |                     |
| Chicken Hearted / I’ve Never Been So Blue                           | 132                 | 1950             |                     |
|                                                                     | Abbott              |                  |                     |
| Wagon Load of Love / Where You Doing Last Night                     | 115                 | Januar 1953      |                     |
| Mexican Joe / I Could Cry                                           | 116                 | März 1953        |                     |
| Butterfly Love / Let Me Love You Just a Little                      | 137                 | Juni 1953        |                     |
| El Rancho Del Rio / It’s Hard to Love Just One                      | 143                 | August 1953      |                     |
| Bimbo / Gypsy Heart                                                 | 148                 | November 1953    |                     |
| Then I’ll Stop Loving You / Echo Bonita                             | 160                 | März 1954        |                     |
| Beatin’ on The Ding Dong / My Ramblin’ Heart                        | 164                 | Mai 1954         |                     |
| Padre of Old San Antone / Mother Went A-Walkin’                     | 168                 | Juli 1954        |                     |
| Penny Candy / I’ll Follow You                                       | 170                 | September 1954   |                     |
| Where Does a Broken Heart Go / The Wilder You Heart Beats           | 174                 | Dezember 1954    |                     |
| Drinking Tequila / Red Eyed And Rowdy                               | 178                 | März 1955        |                     |
| Tahiti / Give Me One More Kiss                                      | 180                 | Juli 1955        |                     |
| Are You the One / How Many                                          | 184                 | August 1955      | mit Alvadean Cocker |
| Let Me Remember / Hillbilly Waltz                                   | 186                 | Oktober 1956     |                     |
|                                                                     | RCA Victor          |                  |                     |
| Yonder Comes a Sucker / I’m Hurtin’ Inside                          | 6200                | Juni 1955        |                     |
| I’ve Lived a Lot in My Time / Jimbo Jenkins                         | 6274                | September 1955   |                     |
| If You Were Mine / That’s a Sad Affair                              | 6401                | Januar 1956      |                     |
| My Lips Are Sealed / Pickin’ a Chicken                              | 6517                | April 1956       |                     |
| According to My Heart / The Mother of a Honky Tonk Girl             | 6620                | August 1956      | mit Carol Johnson   |
| Penny Candy / Bimbo                                                 | 6625                | August 1956      |                     |
| Mexican Joe / How Many                                              | 6626                | August 1956      |                     |
| Drinking Tequila / Then I’ll Stop Loving You                        | 6627                | August 1956      |                     |
| Am I Losing You? / Waiting for a Train                              | 6749                | November 1956    |                     |
| Four Walls / I Know (And You Know)                                  | 6874                | März 1957        |                     |
| Young Hearts / Two Shadows on Your Window                           | 6973                | Juli 1957        |                     |
| Anna Marie / Everywhere You Go                                      | 7070                | Oktober 1957     |                     |
| I Love You More / Overnight                                         | 7171                | Februar 1958     |                     |
| Blue Boy / Theme of Love                                            | 7266                | Juni 1958        |                     |
| Billy Bayou / I’d Like to Be                                        | 7380                | Oktober 1958     |                     |
| Home / If Heartache Is the Fashion                                  | 7479                | Februar 1959     |                     |
| Partners / I’m Beginning To Forget You                              | 7557                | Juni 1959        |                     |
| He’ll Have to Go / In a Mansion Stands My Love                      | 7643                | November 1959    |                     |
| I Know One / I’m Getting Better                                     | 7766                | Juni 1960        |                     |
| Am I Losing You? (1960er Version) / I Missed Me                     | 7800                | Oktober 1960     |                     |
| The Blizzard / Danny Boy                                            | 7855                | Februar 1961     |                     |
| Stand At Your Window / What Would You Do?                           | 7905                | Juni 1961        |                     |
| What I Feel in My Heart / Losing Your Love                          | 7950                | Oktober 1961     |                     |
| Adios, Amigo / A Letter to My Heart                                 | 8019                | April 1962       |                     |
| I’m Gonna Change Everything / Pride Goes Before a Fall              | 8080                | Juli 1962        |                     |
| Missing Angel / Is This Me?                                         | 8127                | Januar 1963      |                     |
| Guilty / Little Ole You                                             | 8193                | Juni 1963        |                     |
| Senor Santa Claus / An Old Christmas Card                           | 8252                | November 1963    |                     |
| Welcome to My World / Good Morning Self                             | 8289                | Dezember 1963    |                     |
| Love Is No Excuse / Look, Who’s Talking                             | 8324                | Februar 1964     | mit Dottie West     |
| I Guess I’m Crazy / Not Until the Next Time                         | 8383                | Juni 1964        |                     |
|                                                                     | RCA Victor (postum) |                  |                     |
| I Won’t Forget You / Highway to Nowhere                             | 8461                | Oktober 1964     |                     |
| This Is It / There’s That Smile Again                               | 8508                | Februar 1965     |                     |
| Is It Really Over? / Rosa Rio                                       | 8625                | Juni 1965        |                     |
| Snow Flake / Take My Hand, Precious Lord                            | 8719                | November 1965    |                     |
| Distant Drums / Old Tige                                            | 8789                | März 1966        |                     |
| Blue Side of Lonesome / It Hurts So Much                            | 8902                | Juli 1966        |                     |
| I Won’t Come While He’s There / Maureen                             | 9057                | Dezember 1966    |                     |
| Trying to Forget / The Storm                                        | 9238                | Mai 1967         |                     |
| Golden Memories and Silver Tears / I Heard a Heart Break Last Night | 9343                | Oktober 1967     |                     |
| I’ve Lived a Lot in My Time / That’s When I See the Blues           | 9455                | Februar 1968     |                     |
| How Can I Write on Paper? / When You Are Gone                       | 9614                | August 1968      |                     |
| When Two Worlds Collide / Could I Be Falling in Love                | 0135                | April 1969       |                     |
| Nobody’s Fool / Why Do I Love You                                   | 286                 | November 1969    |                     |
| Angel’s Don’t Lie / You Kept Me Awake Last Night                    | 9880                | Juli 1970        |                     |
| Gypsy Feet / He Will                                                | 9969                | März 1971        |                     |
| The Writing’s on the Wall / You’re Free to Go                       | 0626                | Januar 1972      |                     |
| Am I That Easy to Forget / Rosa Rio                                 | 0963                | Mai 1973         |                     |
| I’d Fight the World / What’s in It for Me                           | 0255                | März 1974        |                     |
| You Belong to Me / Maureen                                          | 10299               | Mai 1975         |                     |
| You’ll Never Know / There’s That Smile Again                        | 10416               | Oktober 1975     |                     |
| I Love You Because / Is This Me                                     | 10557               | Januar 1976      |                     |
| It’s Nothin’ to Me / I Won’t Forget You                             | 10956               | März 1977        |                     |
| Little Old Dime / A Letter to My Heart                              | 11060               | August 1977      |                     |
| You’re the Only Good Thing / When You Are Gone                      | 11187               | Januar 1978      |                     |
| Don’t Let Me Cross Over / I’ve Enjoyed As Much As I Can Stand       | 11564               | Mai 1979         | mit Deborah Allen   |
| Oh How I Miss You Tonight / The Talking Walls                       | 11737               | Oktober 1979     | mit Deborah Allen   |
| Take Me in Your Arms and Hold Me / Missing Angel                    | 11946               | März 1980        | mit Deborah Allen   |
| There’s Always Me / Somewhere Along the Line                        | 12118               | Oktober 1980     |                     |
| Have You Ever Been Lonely? (& Patsy Cline) / Welcome to My World    | 12346               | Oktober 1981     |                     |
| The Jim Reeves Medley / He’ll Have to Go                            | 13410               | Dezember 1982    |                     |
| The Image of Me / I Won’t Come in While He’s There                  | 13693               | Dezember 1983    |                     |

### Vinyl-Musikalben*
| Titel                                   | Katalog-Nr. | Veröffentlichung |
| --------------------------------------- | ----------- | ---------------- |
|                                         | RCA Victor  |                  |
| He’ll Have to Go                        | 2223        | März 1960        |
| A Touch of Velvet                       | 2487        | April 1962       |
| The International Jim Reeves            | 2704        | August 1963      |
| Twelve Songs of Christmas               | 2758        | Oktober 1963     |
| Good ’N’ Country                        | Candem 784  | Oktober 1963     |
| Moonlight and Roses                     | 2854        | Mai 1964         |
| The Best of Jim Reeves                  | 2890        | Mai 1964         |
| Have I Told You Lately That I Love You? | Candem 842  | Oktober 1964     |
| The Jim Reeves Way                      | 2968        | Februar 1965     |
| Up Through the Years                    | 3427        | Juni 1965        |
| The Best of Jim Reeves, Vol. II         | 3482        | Januar 1966      |
| Distant Drums                           | 3542        | Mai 1966         |
| Yours Sincerely                         | 3709        | Oktober 1966     |
| Blue Side of Lonesome                   | 3793        | Mai 1967         |
| My Cathedral                            | 3903        | April 1968       |
| A Touch of Sadness                      | 3987        | April 1968       |
| Jim Reeves On Stage                     | 4062        | Oktober 1968     |
| Jim Reeves and Some Friends             | 4112        | Januar 1969      |
| The Best of Jim Reeves Volume III       | 4187        | Juli 1969        |
| Jim Reeves Writes You a Record          | 4475        | Januar 1971      |
| Something Special                       | 4528        | Juni 1971        |
| My Friend                               | 4646        | Januar 1972      |
| Missing You                             | 4749        | September 1972   |
| Am I That Easy to Forget                | 0039        | April 1973       |
| Great Moments With Jim Reeves           | 0330        | September 1973   |
| I’d Fight the World                     | 0537        | April 1974       |
| The Best of Jim Reeves Sacred Songs     | 0793        | Dezember 1974    |
| Songs of Love                           | 1037        | Juni 1975        |
| I Love You Because                      | 1224        | Januar 1976      |
| A Legendary Performer                   | 1891        | August 1976      |
| It’s Nothin’ to Me                      | 2309        | April 1977       |
| Don’t Let Me Cross Over                 | 3454        | August 1979      |
| There’s Always Me                       | 3827        | Oktober 1980     |
| Greatest Hits                           | 4127        | November 1981    |
| The Jim Reeves Medley                   | 4531        | Januar 1983      |

- nur Titel mit US-Chartplatzierung

## Chartplatzierungen

### Alben
| Jahr | Titel                                   | Höchstplatzierung, Gesamtwochen/‑monate, AuszeichnungChartplatzierungen (Jahr, Titel, Platzierungen, Wochen/Monate, Auszeichnungen, Anmerkungen) | Höchstplatzierung, Gesamtwochen/‑monate, AuszeichnungChartplatzierungen (Jahr, Titel, Platzierungen, Wochen/Monate, Auszeichnungen, Anmerkungen) | Höchstplatzierung, Gesamtwochen/‑monate, AuszeichnungChartplatzierungen (Jahr, Titel, Platzierungen, Wochen/Monate, Auszeichnungen, Anmerkungen) | Höchstplatzierung, Gesamtwochen/‑monate, AuszeichnungChartplatzierungen (Jahr, Titel, Platzierungen, Wochen/Monate, Auszeichnungen, Anmerkungen) | Anmerkungen     |
| Jahr | Titel                                   | DE | UK | US | Country | Anmerkungen     |
| ---- | --------------------------------------- | --- | --- | --- | --- | --------------- |
| 1960 | He’ll Have to Go                        | — | UK16 (4 Wo.)UK | US18 (24 Wo.)US | — |                 |
| 1962 | A Touch of Velvet                       | — | UK8 (11 Wo.)UK | US97 (11 Wo.)US | — |                 |
| 1963 | International Jim Reeves                | — | UK11 (17 Wo.)UK | — | Country18 (1 Wo.)Country |                 |
| 1963 | Good ’N’ Country                        | — | UK10 (35 Wo.)UK | — | Country13 (10 Wo.)Country |                 |
| 1963 | Twelve Songs of Christmas               | — | UK3 Silber · (22 Wo.)UK | — | — |                 |
| 1964 | The Best Of Jim Reeves                  | DE26 (2 Mt.)DE | UK3 Silber · (47 Wo.)UK | US9 Gold · (43 Wo.)US | Country1 (48 Wo.)Country |                 |
| 1964 | Gentleman Jim                           | — | UK3 (23 Wo.)UK | — | — |                 |
| 1964 | The Intimate Jim Reeves                 | — | UK8 (19 Wo.)UK | — | — |                 |
| 1964 | God Be With You                         | — | UK10 (10 Wo.)UK | — | — |                 |
| 1964 | Moonlight and Roses                     | — | UK2 (52 Wo.)UK | US30 (30 Wo.)US | Country1 (31 Wo.)Country |                 |
| 1964 | Country Side of Jim Reeves              | — | UK12 (5 Wo.)UK | — | — |                 |
| 1964 | We Thank Thee                           | — | UK17 Silber · (3 Wo.)UK | — | — |                 |
| 1964 | Have I Told You Lately That I Love You? | — | UK12 (5 Wo.)UK | — | Country5 (17 Wo.)Country |                 |
| 1965 | The Jim Reeves Way                      | — | UK16 (4 Wo.)UK | US45 (13 Wo.)US | Country2 (31 Wo.)Country |                 |
| 1965 | Up Through the Years                    | — | — | — | Country1 (24 Wo.)Country |                 |
| 1966 | The Best Of Jim Reeves Volume II        | — | — | US100 (6 Wo.)US | Country4 (15 Wo.)Country |                 |
| 1966 | Distant Drums                           | — | UK2 (34 Wo.)UK | US21 Gold · (29 Wo.)US | Country1 (32 Wo.)Country |                 |
| 1966 | Yours Sincerely, Jim Reeves             | — | — | — | Country3 (33 Wo.)Country |                 |
| 1967 | Blue Side Of Lonesome                   | — | — | US185 (5 Wo.)US | Country3 (20 Wo.)Country |                 |
| 1968 | My Cathedral                            | — | UK48 (2 Wo.)UK | — | Country39 (4 Wo.)Country |                 |
| 1968 | A Touch of Sadness                      | — | UK15 (6 Wo.)UK | — | Country3 (29 Wo.)Country |                 |
| 1968 | Jim Reeves On Stage                     | — | UK13 (4 Wo.)UK | — | Country5 (25 Wo.)Country |                 |
| 1969 | According To My Heart                   | — | UK1 (14 Wo.)UK | — | — |                 |
| 1969 | Jim Reeves and Some Friends             | — | UK24 (4 Wo.)UK | — | Country18 (13 Wo.)Country |                 |
| 1969 | The Best of Jim Reeves Volume III       | — | — | — | Country12 (35 Wo.)Country |                 |
| 1971 | Jim Reeves Writes You a Record          | — | UK47 (2 Wo.)UK | — | Country34 (15 Wo.)Country |                 |
| 1971 | Something Special                       | — | — | — | Country13 (14 Wo.)Country |                 |
| 1971 | Jim Reeves’ Golden Records              | — | UK9 Gold · (21 Wo.)UK | — | — |                 |
| 1971 | Girls I Have Known                      | — | UK35 (5 Wo.)UK | — | — |                 |
| 1972 | My Friend                               | — | UK32 (5 Wo.)UK | — | Country18 (12 Wo.)Country |                 |
| 1972 | Missing You                             | — | — | — | Country9 (18 Wo.)Country |                 |
| 1973 | Am I That Easy to Forget                | — | — | — | Country11 (13 Wo.)Country |                 |
| 1973 | Great Moments With Jim Reeves           | — | — | — | Country32 (11 Wo.)Country |                 |
| 1974 | I’d Fight the World                     | — | — | — | Country13 (13 Wo.)Country |                 |
| 1974 | The Best of Jim Reeves Sacred Songs     | — | — | — | Country37 (5 Wo.)Country |                 |
| 1975 | Songs of Love                           | — | — | — | Country34 (11 Wo.)Country |                 |
| 1975 | 40 Golden Greats                        | — | UK1 Platin · (25 Wo.)UK | — | — |                 |
| 1976 | I Love You Because                      | — | — | — | Country24 (8 Wo.)Country |                 |
| 1976 | A Legendary Performer                   | — | — | — | Country25 (6 Wo.)Country |                 |
| 1977 | It’s Nothin’ to Me                      | — | — | — | Country32 (6 Wo.)Country |                 |
| 1978 | Jim Reeves                              | — | — | — | Country50 (2 Wo.)Country |                 |
| 1979 | Don’t Let Me Cross Over                 | — | — | — | Country23 (31 Wo.)Country |                 |
| 1980 | Country Gentleman                       | — | UK53 (4 Wo.)UK | — | — |                 |
| 1980 | There’s Always Me                       | — | — | — | Country56 (7 Wo.)Country |                 |
| 1981 | Greatest Hits                           | — | UK— GoldUK | — | Country8 (23 Wo.)Country | mit Patsy Cline |
| 1983 | The Jim Reeves Medley                   | — | — | — | Country65 (2 Wo.)Country |                 |
| 1992 | The Definitive Jim Reeves               | — | UK9 (10 Wo.)UK | — | — |                 |
| 1996 | The Ultimate Collection                 | — | UK17 Gold · (9 Wo.)UK | — | — |                 |
| 2003 | Gentleman Jim - Definitive Collection   | — | UK21 Gold · (12 Wo.)UK | — | — |                 |
| 2004 | Gentleman Jim – Memories Are Made Of    | — | UK35 (4 Wo.)UK | — | — |                 |
| 2009 | The Very Best Of                        | — | UK17 Platin · (7 Wo.)UK | — | — |                 |
| 2009 | The Only Jim Reeves Album You’ll Ever   | — | UK17 (7 Wo.)UK | — | — |                 |

grau schraffiert: keine Chartdaten aus diesem Jahr verfügbar

### Singles
| Jahr | Titel Album                                                                               | Höchstplatzierung, Gesamtwochen/‑monate, AuszeichnungChartplatzierungen (Jahr, Titel, Album, Platzierungen, Wochen/Monate, Auszeichnungen, Anmerkungen) | Höchstplatzierung, Gesamtwochen/‑monate, AuszeichnungChartplatzierungen (Jahr, Titel, Album, Platzierungen, Wochen/Monate, Auszeichnungen, Anmerkungen) | Höchstplatzierung, Gesamtwochen/‑monate, AuszeichnungChartplatzierungen (Jahr, Titel, Album, Platzierungen, Wochen/Monate, Auszeichnungen, Anmerkungen) | Höchstplatzierung, Gesamtwochen/‑monate, AuszeichnungChartplatzierungen (Jahr, Titel, Album, Platzierungen, Wochen/Monate, Auszeichnungen, Anmerkungen) | Anmerkungen       |
| Jahr | Titel Album                                                                               | DE | UK | US | Country | Anmerkungen       |
| ---- | ----------------------------------------------------------------------------------------- | --- | --- | --- | --- | ----------------- |
| 1957 | Four Walls The Best of Jim Reeves                                                         | — | — | US12 (22 Wo.)US | — |                   |
| 1957 | Anna Marie Girls I Have Known                                                             | — | — | US93 (1 Wo.)US | — |                   |
| 1958 | Blue Boy The Best of Jim Reeves                                                           | — | — | US45 (6 Wo.)US | Country4 (8 Wo.)Country |                   |
| 1958 | Billy Bayou He’ll Have to Go                                                              | — | — | US95 (1 Wo.)US | Country1 (25 Wo.)Country |                   |
| 1958 | I’d Like to Be He’ll Have to Go                                                           | — | — | — | Country18 (7 Wo.)Country |                   |
| 1959 | Home He’ll Have to Go                                                                     | — | — | — | Country2 (20 Wo.)Country |                   |
| 1959 | Partners He’ll Have to Go                                                                 | — | — | — | Country5 (16 Wo.)Country |                   |
| 1959 | I’m Beginning To Forget You He’ll Have to Go                                              | — | — | — | Country17 (17 Wo.)Country |                   |
| 1959 | He’ll Have to Go                                                                          | — | UK12 (31 Wo.)UK | US2 (23 Wo.)US | Country1 (34 Wo.)Country |                   |
| 1960 | I Know One Blue Side of Lonesome                                                          | — | — | US82 (2 Wo.)US | Country6 (16 Wo.)Country |                   |
| 1960 | I’m Getting Better The Intimate Jim Reeves                                                | — | — | US37 (10 Wo.)US | Country3 (18 Wo.)Country |                   |
| 1960 | Am I Losing You The Best of Jim Reeves                                                    | — | — | US31 (11 Wo.)US | Country8 (14 Wo.)Country |                   |
| 1960 | I Missed Me Distant Drums                                                                 | — | — | US44 (6 Wo.)US | Country3 (25 Wo.)Country |                   |
| 1961 | Whispering Hope God Be With You                                                           | — | UK50 (1 Wo.)UK | — | — |                   |
| 1961 | The Blizzard Tall Tales and Short Tempers                                                 | — | — | US62 (4 Wo.)US | Country4 (12 Wo.)Country |                   |
| 1961 | Stand At Your Window According to My Heart                                                | — | — | — | Country16 (6 Wo.)Country |                   |
| 1961 | What Would You Do? According to My Heart                                                  | — | — | US73 (5 Wo.)US | Country15 (11 Wo.)Country |                   |
| 1961 | Losing Your Love Distant Drums                                                            | — | — | US89 (3 Wo.)US | Country2 (21 Wo.)Country |                   |
| 1961 | You’re the Only Good Thing The Intimate Jim Reeves                                        | — | UK17 (19 Wo.)UK | — | — |                   |
| 1961 | (How Can I Write On Paper) What I Feel In My Heart Something Special                      | — | — | US92 (2 Wo.)US | Country7 (16 Wo.)Country |                   |
| 1962 | Adios, Amigo The Best of Jim Reeves                                                       | — | UK23 (21 Wo.)UK | US90 (6 Wo.)US | Country2 (21 Wo.)Country |                   |
| 1962 | A Letter to My Heart Distant Drums                                                        | — | — | — | Country20 (3 Wo.)Country |                   |
| 1962 | I’m Gonna Change Everything Have I Told You Lately That I Love You?                       | — | UK42 (2 Wo.)UK | US95 (2 Wo.)US | Country2 (21 Wo.)Country |                   |
| 1962 | Pride Goes Before a Fall Up Through the Years                                             | — | — | — | Country18 (3 Wo.)Country |                   |
| 1963 | Is This Me? The Best of Jim Reeves Vol. II                                                | — | — | — | Country3 (23 Wo.)Country |                   |
| 1963 | Welcome to My World A Touch of Velvet                                                     | — | UK6 (15 Wo.)UK | — | Country2 (26 Wo.)Country |                   |
| 1963 | Guilty The International Jim Reeves                                                       | — | UK29 (7 Wo.)UK | US91 (2 Wo.)US | Country3 (18 Wo.)Country |                   |
| 1963 | Good Morning Self Distant Drums                                                           | — | — | — | Country43 (2 Wo.)Country |                   |
| 1964 | I Love You Because Gentleman Jim                                                          | — | UK5 Silber · (39 Wo.)UK | — | — |                   |
| 1964 | Love Is No Excuse Jim Reeves and Some Friends                                             | — | — | — | Country7 (21 Wo.)Country |                   |
| 1964 | I Guess I’m Crazy The Best of Jim Reeves Vol. II                                          | — | — | US82 (5 Wo.)US | Country1 (26 Wo.)Country |                   |
| 1964 | I Won’t Forget You The Country Side of Jim Reeves                                         | — | UK3 (26 Wo.)UK | US93 (3 Wo.)US | Country3 (19 Wo.)Country |                   |
| 1964 | There’s A Heartache Following Me Good ’N’ Country                                         | — | UK6 (13 Wo.)UK | — | — |                   |
| 1964 | Not Until the Next Time Distant Drums                                                     | — | UK13 (12 Wo.)UK | — | — |                   |
| 1965 | It Hurts So Much The Jim Reeves Way                                                       | — | UK8 (10 Wo.)UK | — | — |                   |
| 1965 | This Is It Distant Drums                                                                  | — | — | US88 (1 Wo.)US | Country1 (23 Wo.)Country |                   |
| 1965 | How Long Has It Been God Be With You                                                      | — | UK45 (5 Wo.)UK | — | — |                   |
| 1965 | This World Is Not My Home We Thank Thee                                                   | — | UK22 (9 Wo.)UK | — | — |                   |
| 1965 | Is It Really Over? Distant Drums                                                          | — | UK17 (9 Wo.)UK | US79 (6 Wo.)US | Country1 (21 Wo.)Country |                   |
| 1965 | Snow Flake Distant Drums                                                                  | — | — | US66 (6 Wo.)US | Country2 (17 Wo.)Country |                   |
| 1966 | Distant Drums                                                                             | DE37 (½ Mt.)DE | UK1 (25 Wo.)UK | US45 (7 Wo.)US | Country1 (21 Wo.)Country |                   |
| 1966 | Blue Side of Lonesome                                                                     | — | — | US59 (8 Wo.)US | Country1 (19 Wo.)Country |                   |
| 1966 | I Won’t Come While He’s There Blue Side of Lonesome                                       | — | UK12 (11 Wo.)UK | — | Country1 (16 Wo.)Country |                   |
| 1967 | Trying to Forget Blue Side of Lonesome                                                    | — | UK33 (5 Wo.)UK | — | — |                   |
| 1967 | The Storm The Best of Jim Reeves Volume III                                               | — | — | — | Country16 (14 Wo.)Country |                   |
| 1967 | I Heard a Heart Break Last Night The Best of Jim Reeves Vol. IV                           | — | UK38 (6 Wo.)UK | — | Country9 (17 Wo.)Country |                   |
| 1968 | That’s When I See the Blues (In Your Pretty Brown Eyes) The Best of Jim Reeves Volume III | — | UK33 (5 Wo.)UK | — | Country9 (13 Wo.)Country |                   |
| 1968 | When You Are Gone A Touch of Sadness                                                      | — | — | — | Country7 (15 Wo.)Country |                   |
| 1969 | When Two Worlds Collide Jim Reeves Writes You a Record                                    | — | UK17 (17 Wo.)UK | — | Country6 (14 Wo.)Country |                   |
| 1969 | But You Love Me Daddy Jim Reeves and Some Friends                                         | — | UK15 (16 Wo.)UK | — | — |                   |
| 1969 | Nobody’s Fool Jim Reeves Writes You a Record                                              | — | UK32 (5 Wo.)UK | — | Country10 (14 Wo.)Country |                   |
| 1970 | Angel’s Don’t Lie Jim Reeves Writes You a Record                                          | — | UK32 (3 Wo.)UK | — | Country4 (15 Wo.)Country |                   |
| 1971 | I Love You Because / He’ll Have to Go / Moonlight and Roses –                             | — | UK34 (8 Wo.)UK | — | — |                   |
| 1971 | Gypsy Feet My Friend                                                                      | — | — | — | Country16 (12 Wo.)Country |                   |
| 1972 | The Writing’s on the Wall My Friend                                                       | — | — | — | Country15 (14 Wo.)Country |                   |
| 1972 | You’re Free to Go –                                                                       | — | UK48 (2 Wo.)UK | — | — |                   |
| 1972 | Missing You                                                                               | — | — | — | Country8 (16 Wo.)Country |                   |
| 1973 | Am I That Easy to Forget Am I That Easy To Forget                                         | — | — | — | Country12 (14 Wo.)Country |                   |
| 1974 | I’d Fight the World                                                                       | — | — | — | Country19 (14 Wo.)Country |                   |
| 1975 | You Belong to Me Songs of Love                                                            | — | — | — | Country54 (11 Wo.)Country |                   |
| 1975 | You’ll Never Know Songs of Love                                                           | — | — | — | Country71 (6 Wo.)Country |                   |
| 1976 | I Love You Because                                                                        | — | — | — | Country54 (9 Wo.)Country |                   |
| 1977 | It’s Nothin’ to Me                                                                        | — | — | — | Country14 (13 Wo.)Country |                   |
| 1977 | Little Old Dime Nashville ’78                                                             | — | — | — | Country23 (11 Wo.)Country |                   |
| 1978 | You’re the Only Good Thing (That’s Happened To Me) Nashville ’78                          | — | — | — | Country29 (11 Wo.)Country |                   |
| 1979 | Don’t Let Me Cross Over                                                                   | — | — | — | Country10 (14 Wo.)Country | mit Deborah Allen |
| 1979 | Oh How I Miss You Tonight Don’t Let Me Cross Over                                         | — | — | — | Country6 (15 Wo.)Country |                   |
| 1980 | Take Me in Your Arms and Hold Me Don’t Let Me Cross Over                                  | — | — | — | Country10 (16 Wo.)Country | mit Deborah Allen |
| 1980 | There’s Always Me                                                                         | — | — | — | Country35 (11 Wo.)Country |                   |
| 1981 | Have You Ever Been Lonely (Have You Ever Been Blue) Greatest Hits                         | — | — | — | Country5 (17 Wo.)Country | mit Patsy Cline   |
| 1982 | The Jim Reeves Medley Greatest Hits                                                       | — | — | — | Country46 (9 Wo.)Country |                   |
| 1983 | The Image of Me Special Collection                                                        | — | — | — | Country70 (6 Wo.)Country |                   |

## Statistik

### Chartauswertung
|                     | DE    | UK     | US    | Country          |
| ------------------- | ----- | ------ | ----- | ---------------- |
| Nummer-eins-Alben   | DE—DE | UK2UK  | US—US | Country4Country  |
| Top-10-Alben        | DE—DE | UK13UK | US1US | Country13Country |
| Alben in den Charts | DE1DE | UK32UK | US8US | Country33Country |

|                       | DE    | UK     | US     | Country          |
| --------------------- | ----- | ------ | ------ | ---------------- |
| Nummer-eins-Singles   | DE—DE | UK1UK  | US—US  | Country8Country  |
| Top-10-Singles        | DE—DE | UK6UK  | US1US  | Country37Country |
| Singles in den Charts | DE1DE | UK26UK | US23US | Country58Country |

### Auszeichnungen für Musikverkäufe
| Silberne Schallplatte - Vereinigtes Königreich - 1978: für das Album Welcome To My World (Pickwick) - 2020: für das Album The Real - 2022: für das Album Welcome To My World (Sony Music) Goldene Schallplatte - Vereinigtes Königreich - 1977: für das Album Collection - 1998: für das Album Country Classics - Vereinigte Staaten - 1997: für das Album Remembering - 1996: für das Album The Legendary Jim Reeves | Platin-Schallplatte - Neuseeland - 2008: für das Album All-Time Greatest - Norwegen - 1995: für das Album Norske Hits - Vereinigte Staaten - 1998: für das Album The Unforgettable Jim Reeves |

Anmerkung: Auszeichnungen in Ländern aus den Charttabellen bzw. Chartboxen sind in ebendiesen zu finden.
| Land/RegionAuszeichnungen für Musikverkäufe (Land/Region, Auszeichnungen, Verkäufe, Quellen) | Silber     | Gold       | Platin     | Verkäufe  | Quellen                                                    |
| -------------------------------------------------------------------------------------------- | ---------- | ---------- | ---------- | --------- | ---------------------------------------------------------- |
| Neuseeland (RMNZ)                                                                            | —          | —          | Platin1    | 15.000    | radioscope.net.nz                                          |
| Norwegen (IFPI)                                                                              | —          | —          | Platin1    | 40.000    | ifpi.no (Memento vom 5. November 2012 im Internet Archive) |
| Vereinigte Staaten (RIAA)                                                                    | —          | 4× Gold4   | Platin1    | 3.000.000 | riaa.com                                                   |
| Vereinigtes Königreich (BPI)                                                                 | 7× Silber7 | 6× Gold6   | 2× Platin2 | 1.760.000 | bpi.co.uk                                                  |
| Insgesamt                                                                                    | 7× Silber7 | 10× Gold10 | 5× Platin5 |           |                                                            |